# Megachile santiaguensis
Megachile santiaguensis is een vliesvleugelig insect uit de familie Megachilidae. De wetenschappelijke naam van de soort is voor het eerst geldig gepubliceerd in 1996 door Durante.